# Apače (Pomurska)
Apače (Duits: Abstall) is een gemeente in de Sloveense regio Pomurska en telt 532 inwoners (2002).

## Plaatsen in de gemeente
Apače, Črnci, Drobtinci, Grabe, Janhova, Lešane, Lutverci, Mahovci, Nasova, Novi Vrh, Plitvica, Podgorje, Pogled, Segovci, Spodnje Konjišče, Stogovci, Vratja vas, Vratji Vrh, Zgornje Konjišče, Žepovci, Žiberci
Apače · Beltinci · Cankova · Črenšovci · Dobrovnik · Gornja Radgona · Gornji Petrovci · Grad · Hodoš · Kobilje · Križevci · Kuzma · Lendava · Ljutomer · Moravske Toplice · Murska Sobota · Odranci · Puconci · Radenci · Razkrižje · Rogašovci · Šalovci · Sveti Jurij · Tišina · Turnišče · Velika Polana · Veržej